# Siphonogorgia robusta
Siphonogorgia robusta is een zachte koraalsoort uit de familie Nidaliidae. De koraalsoort komt uit het geslacht Siphonogorgia. Siphonogorgia robusta werd in 1910 voor het eerst wetenschappelijk beschreven door Thomson & Mackinnon. 